# Cottbus Hauptbahnhof
Cottbus Hauptbahnhof is een spoorwegstation in de Duitse plaats Cottbus. Het station werd in 1866 geopend en is een van de belangrijkste van de Duitse deelstaat Brandenburg. Het stadscentrum van Cottbus ligt ten noorden van het treinstation. Het station wordt onder meer bediend door de tram en stadsbussen van Cottbusverkehr GmbH.

## Geschiedenis
Het station werd op 13 september 1866 in gebruik genomen met een treinverbinding naar Berlijn. Deze verbinding werd een jaar later verlengd tot Görlitz. In 1870 werd er begonnen met de bouw van het stationsgebouw. Dit gebouw kwam tussen de sporen te staan. De jaren erna werd het spoornetwerk in de regio verder uitgebreid en kreeg Cottbus een verbinding met Großenhain. Deze trein kwam echter aan op een ander station en de verbinding werd na een aantal jaar weer opgeheven. Hierdoor was het treinstation met de verbinding naar Berlijn wederom weer het enige station.
In het volgende decennium werd het station verder uitgebreid met goederenafhandeling aan de noordzijde van het station en werd er een tunnel gebouwd onder de sporen door om de perrons te bereiken. Er bleven uitbreidingsplannen komen, waaronder voor een nieuw stationsgebouw in 1927, maar deze kon niet gebouwd worden in de daaropvolgende tijd van de economische crisis.
Op het einde van de Tweede Wereldoorlog, in februari 1945, werd het station verwoest tijdens een geallieerde luchtaanval. Na de oorlog werd daarom een tijdelijk provisorisch stationsgebouw gebouwd. Pas in de jaren 70 van de 20e eeuw werd er begonnen met de bouw van een nieuw stationsgebouw, die uiteindelijk in 1978 in gebruik werd genomen. In 1989 werden de sporen naar Lübbenau en Finsterwalde geëlektrificeerd. Een jaar later volgden de sporen naar Senftenberg en Guben. Hiermee was Cottbus geheel aangesloten op het moderne spoornetwerk van Duitsland.
Vanwege de Bundesgartenschau die in 1995 in Cottbus plaatsvond, werd besloten om het stationsgebouw uit te breiden. Dit is tot heden de laatste uitbreiding van het station.

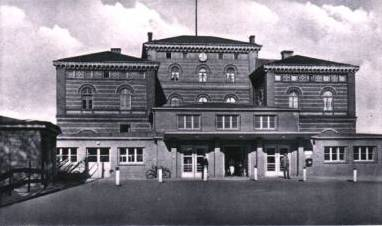
Oude stationsgebouw

## Naamgeving
Tot 2000 was het station het enige treinstation van Cottbus, waardoor de toevoeging hauptbahnhof niet nodig was. Sindsdien zijn echter de stations Cottbus-Sandow, Cottbus-Merzdorf en Cottbus-Willmersdorf Nord in gebruik genomen, waardoor het nodig werd geacht om de betekenis van het station te verduidelijken. Bij de verbouwing voor de Bundesgartenschau, is de naam aan de buitenzijde van het stationsgebouw gewijzigd naar Cottbus Hauptbahnhof. Echter is de officiële naam nog steeds Bahnhof Cottbus (Station Cottbus).

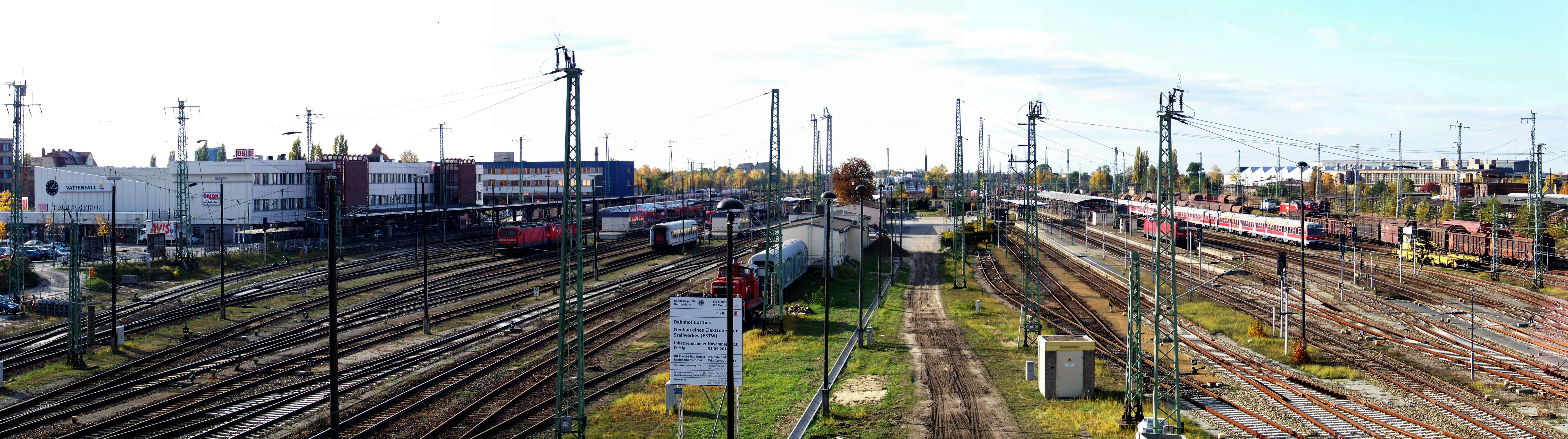
Rangeerterrein van Station Cottbus.